# Szauter Rudolf
Szauter Rudolf (Pilisvörösvár, 1944. május 17. – Pilisvörösvár, 2008. szeptember) magyar malomipari gépészmérnök, országgyűlési képviselő.

## Élete
1944. május 17-én született az akkor Pest-Pilis-Solt-Kiskun vármegyéhez tartozó Pilisvörösváron, apai és anyai ágon egyaránt magyarországi német családban. Általános iskolái tanulmányait még a szülőhelyén folytatta, középiskolába viszont már Budapestre járt, a Malomipari Technikumba, ahol  1962-ben tett sikeres érettségit. Egy évig malomipari szakmunkásként dolgozott az Óbudai Gőzmalomnál, majd 1963-tól a Budapesti Műszaki Egyetem Gépészmérnöki Karának hallgatója lett, ahol 1968-ban, élelmiszergépész szakon szerzett oklevelet. Később, 1980-81-ben még egyszer visszaült az iskolapadba: három szemesztert végzett el az Eötvös Loránd Tudományegyetem Természettudományi Karán, alkalmazott matematika szakon.
Műegyetemi diplomája megszerzését követően egy évet dolgozott a Baranya Megyei Gabonafelvásárlási és Malomipari Vállalat technológusaként, majd a Malomipari Kutató Intézet tudományos munkatársa lett, ezen a poszton tizenhét évet töltött. 1986-tól az akkori ÉLGÉP, később – többszöri névváltozás után – a Malomgépgyártó és Szerelő Rt. elnevezésű cég munkatársa lett, 1990-ben, amikor országgyűlési képviselővé választották, a vállalat főtechnológusa volt.
Egész életét végigkísérő cukorbetegsége miatt az 1990-es évek során szinte teljesen elvesztette a látását, ezért, hogy továbbra is aktív maradhasson, önállóan közlekedhessen, a Vakok Intézetében elsajátította a vakok életéhez szükséges tudást, beleértve a számítógép-kezelés látássérült technikáinak megtanulását is.

## Kutatói tevékenysége
Fő kutatási területe a malomtervezés és malomgépgyártás volt; öt különféle malomipari szabadalmát jegyezték be. Írt egyetemi jegyzetet, Variálható lapátnélküli szitakeretek címmel, emellett közel negyven kisebb-nagyobb tanulmánynak is a szerzője volt. Szakmai munkásságát 1976-ban miniszteri dicsérettel ismerték el.

## Közéleti tevékenysége
A magyarországi rendszerváltás korai szakaszában, 1989 tavaszán csatlakozott a Magyar Demokrata Fórumhoz (MDF), a párt pilisvörösvári szervezetének egyik alapítója és vezetőségi tagja volt. Az 1990-es magyarországi országgyűlési választáson elindult a pilisvörösvári székhelyű Pest megyei 10. számú választókerületben, ahol a második fordulóban elnyerte a képviselői mandátumot. Az MDF frakciója 1990. május 3-tól az országgyűlés emberi jogi, kisebbségi és vallásügyi állandó bizottságába delegálta. 1990. szeptemberétől tagja lett az Interparlamentáris Unió magyar-osztrák és magyar-német baráti tagozatának, utóbbi grémium nemzetiségi alelnöke is lett. Részt vett a Monopoly Csoport munkájában is.
Országgyűlési képviselőként több törvényjavaslatot nyújtott be, különös tekintettel a német nemzetiség helyzetének javítására, illetve a második világháborúban a német hadseregbe kényszerrel besorozott magyar állampolgárok kárpótlása érdekében. Szerepe volt abban is, hogy lakóhelyének német nemzetiségi középiskolája – a mai Friedrich Schiller Gimnázium – olyan nagy összegű támogatást nyerhetett el a Német Szövetségi Köztársaságtól, amely nem csak az intézmény korszerűsítését, de kibővítését is lehetővé tette. Az első ciklusát követően elindult az 1994-es országgyűlési választáson is, de többször már nem szerzett parlamenti mandátumot, viszont 1994-ben a Pest Megyei Közgyűlés tagja lett. 1998-ban már csak háttéremberként működött közre az országgyűlési és az önkormányzati választások előtt az MDF-es program elkészítésében és a pilisi térség képviselő-jelölti csapatának összekovácsolásában. Az MDF pilisvörösvári szervezetének élete végéig aktív tagja maradt, és haláláig figyelemmel kísérte nemcsak a helyi, de az országos közéletet is, amiről cikkei tanúskodnak.
Politikai tevékenységén felül létrehozója volt a pilisvörösvári székhellyel megalakult Látássérültek Pilis Völgye Egyesületének is, mely a Pilisi-medencében élő látássérültek helyzetén igyekszik javítani és különböző programokat szervezni a számukra.

## Családja
Ősei 1690 és 1710 között a mai Németország Baden-Württemberg tartományából települtek Pilisvörösvárra, nemzedékeken át részben paraszti gazdálkodással, részben bányászattal foglalkoztak. Édesapja, Szauter István a vasöntő szakmát tanulta ki, majd virágkertész képesítést is szerzett; édesanyja, Peller Anna háztartásbeli volt; kettejük házasságából három fiú született. A családfő 1956-ban szerepet vállalt a községi Nemzeti Tanácsban, ezért 1957 márciusában egy időre letartóztatásba került.
Rudolf, aki a fivérek sorában másodszülött volt, 1966-ban kötött házasságot a hozzá hasonlóan német nemzetiségi családból származó Manhertz Erzsébet orvosi asszisztenssel. 1969-ben született Ákos fiuk, 1977-ben pedig Kornélia lányuk.